# Johnny Haynes
John Norman "Johnny" Haynes (17 octombrie 1934 – 18 octombrie 2005) a fost un fotbalist englez, cel mai bine cunoscut pentru cei 18 ani petrecuți la Fulham. A jucat 658 de meciuri pentru echipele de club și a marcat 158 de goluri între 1952 și 1970. Haynes a devenit primul jucător care a fost plătit cu 100 de £ pe săptămână, imediat după ce a fost abolit salariul maxim de 20 de £ pe săptămână în 1961. Pelé a fost auzit spunând odată că Haynes este cel mai bun pasator pe care l-a văzut.